# Indisches Pickle

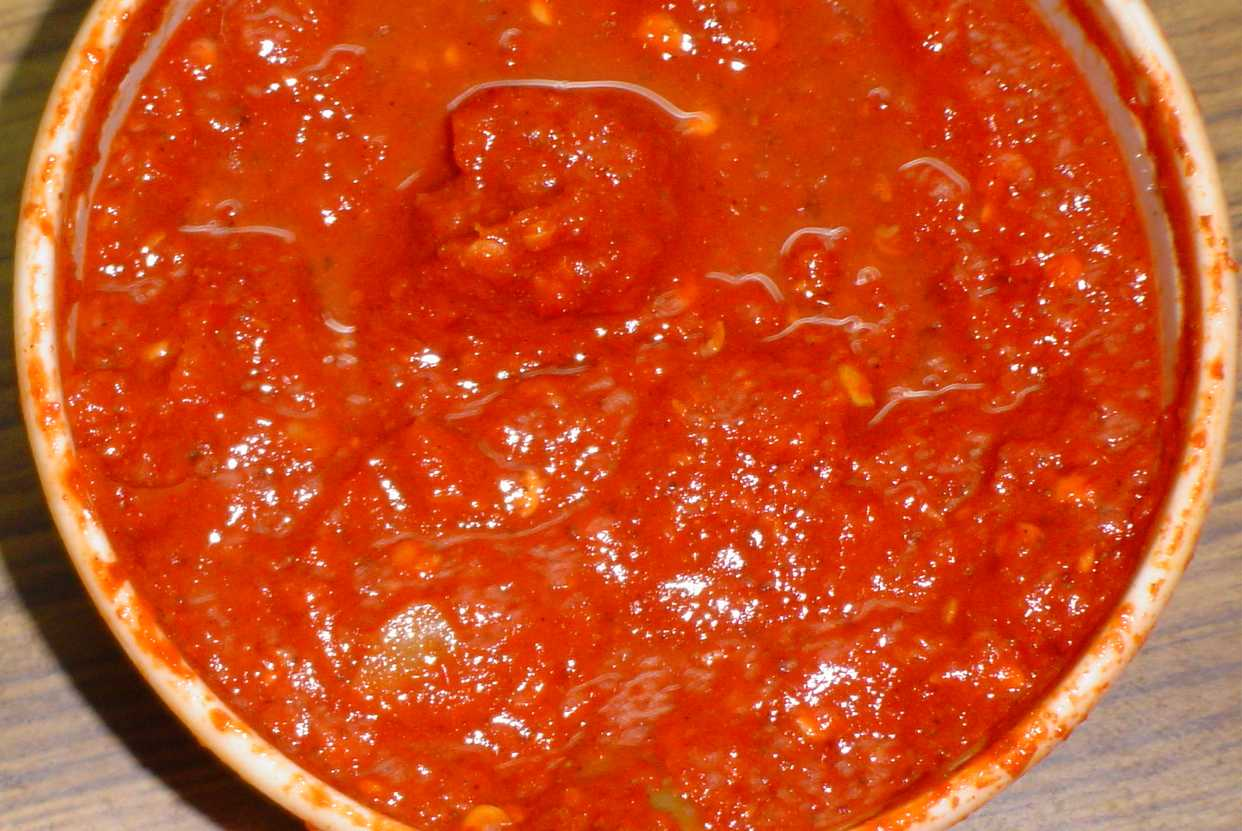
Pickle mit indischer Stachelbeere (Amla)

Indisches Pickle (Hindi अचार acār; Urdu اچار; Telugu ఆవకాయ āvakāyaāvakāya, Tamil உர்காய்) ist in Öl, Gewürzen und Salz eingelegtes Gemüse oder Obst. Es ist wichtiger Bestandteil der indischen Küche in Indien, Nepal, Pakistan und Bangladesch und wird als Beilage zu vielen Gerichten gereicht.
Zu den am meisten verwendeten Sorten Gemüse und Obst gehören unreife Mango, Limetten, grüne Chilis, Knoblauchzehen, Ingwer, Kohlrabi, Möhren, Rettich, aber auch Lotoswurzel und unreife Jackfrucht kommen zum Einsatz. Praktisch jedes Saisongemüse kann verwendet werden. Es wird kleingeschnitten und mit einer Mischung aus Salz und Gewürzen in Öl eingelegt. Meist wird dafür Senföl verwendet, es kommen aber gelegentlich auch Sesamöl oder andere Öle zum Einsatz. Pickles schmecken wegen der Verwendung verschiedener Öle und Gewürze in allen Gegenden des indischen Subkontinents anders. Traditionell hergestellte Pickles reifen in der Wärme für mindestens drei Wochen, bevor sie gegessen werden. Die sich entwickelnde Marinade verhindert die Ausbreitung von Bakterien im Pickle und das Öl ist Konservierungsmittel.
Besonders häufige Pickle-Varianten, die kommerziell hergestellt werden, sind Mango Pickle, Lime Pickle, Chili Pickle, Garlic Pickle und Mixed Pickle. Im Mixed Pickle ist Mango, Möhren, Zwiebel, Blumenkohl und Kohlrabi ziemlich häufig Bestandteil.
Pickle hat in jeder indischen Region eine eigene Bezeichnung, z. B. heißt es auf Hindustani Achar (ein ähnliches gleichnamiges Gericht gibt es auch in Südostasien-Ländern Malaysia, Singapur und Indonesien), in Telugu Pachchadi und in Tamil Urugai.